# Marrupa

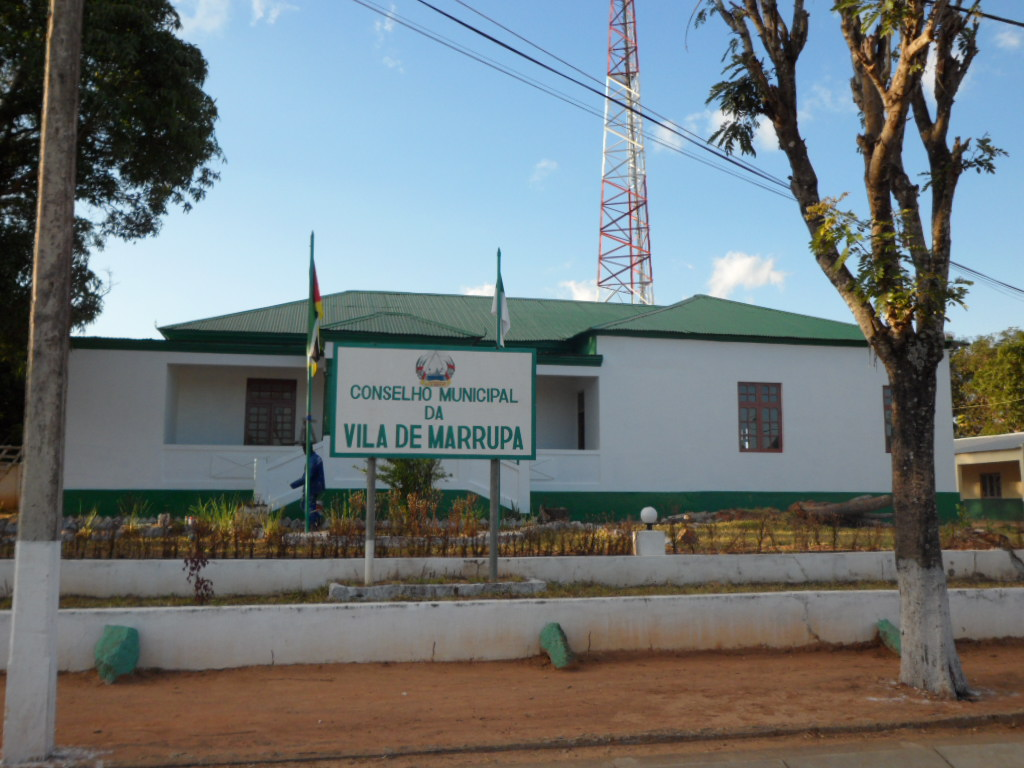
Edifício do Conselho Municipal de Marrupa

Marrupa é uma vila moçambicana, sede do distrito homónimo, na província de Niassa.
De acordo com o censo de 1997, a povoação, que é vila desde 3 de Maio de 1972, tem 6.469 habitantes.